# Tonto National Monument Visitor Center
Le Tonto National Monument Visitor Center est un office de tourisme américain situé dans le comté de Gila, en Arizona. Protégé au sein du Tonto National Monument, il est inscrit au Registre national des lieux historiques depuis le 9 septembre 2010.